# 五指山号综合登陆舰
五指山号综合登陆舰，正式名称为中国人民解放军海军五指山舰（舷号：987），是中國人民解放軍海軍入役的第六艘071型船塢登陸艦。该舰约在2018年1月20日於上海滬東造船廠下水，并于2019年1月中旬起正式入列并服役于中国人民解放军海军。

## 人员编制

### 历任领导
| 中国人民解放军海军五指山舰舰长 - 吕兆洋 | 中国人民解放军海军五指山舰政治委员 |